# Lycosa carmichaeli
Lycosa carmichaeli là một loài nhện trong họ Lycosidae.
Loài này thuộc chi Lycosa. Lycosa carmichaeli được Frederick Henry Gravely miêu tả năm 1924.